# Lampanyctus

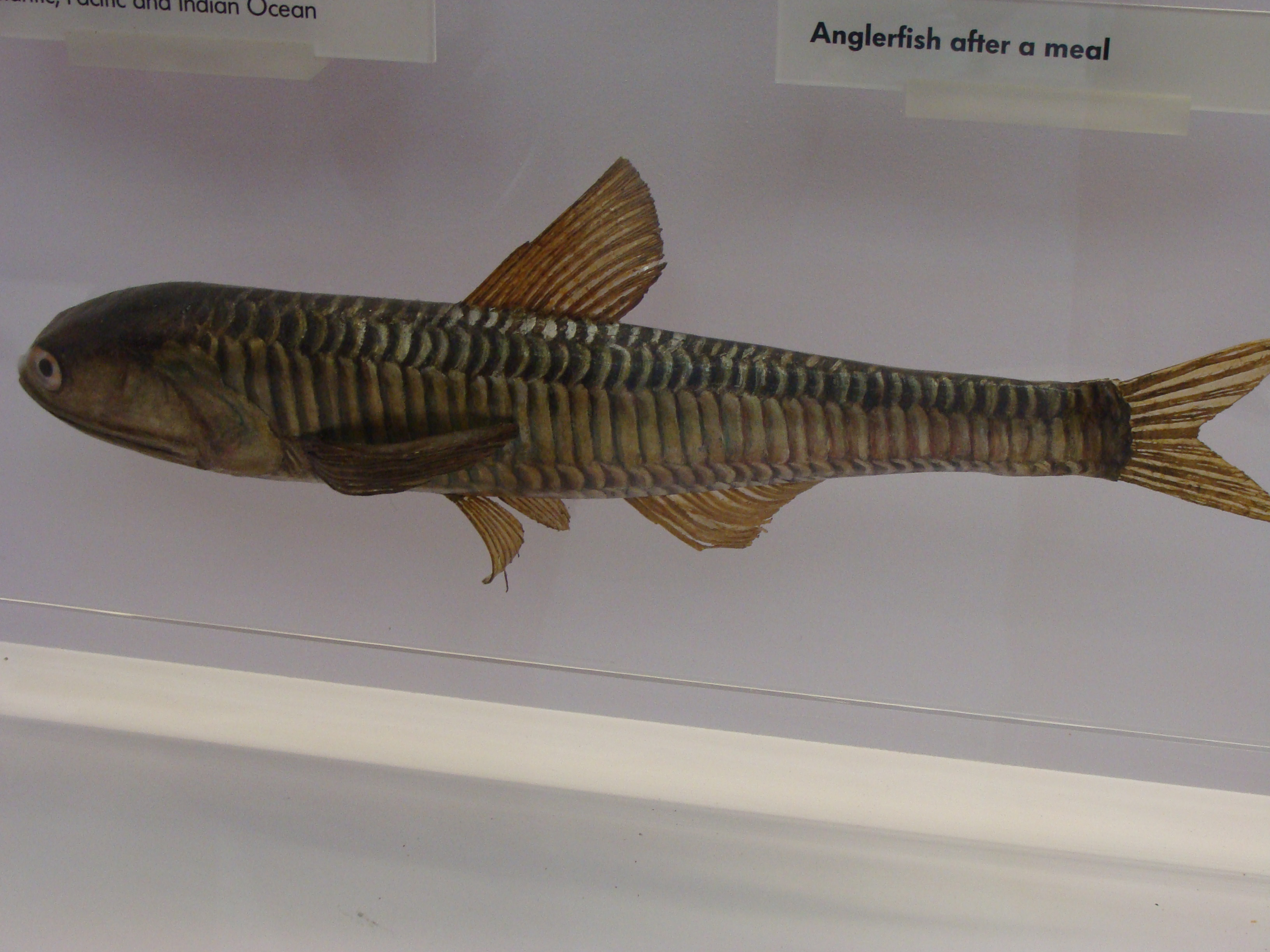
Lampanyctus crocodilus

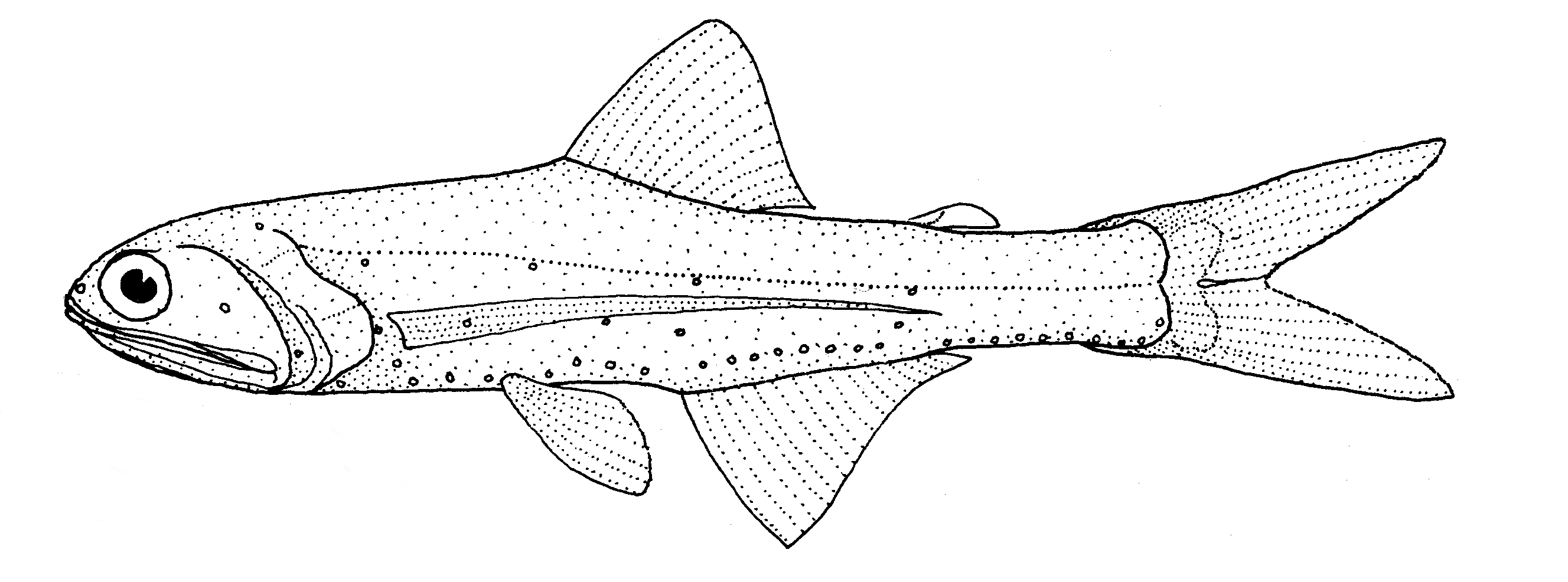
Lampanyctus australis

Lampanyctus és un gènere de peixos de la família dels mictòfids i de l'ordre dels mictofiformes.

## Taxonomia
- Lampanyctus acanthurus (Wisner, 1974)[3]
- Lampanyctus alatus (Goode & Bean, 1896)[4]
- Lampanyctus australis (Tåning, 1932)
- Lampanyctus crocodilus (Risso, 1810)[5][6]
- Lampanyctus festivus (Tåning, 1928)[7]
- Lampanyctus hubbsi (Wisner, 1963)[8]
- Lampanyctus intricarius (Tåning, 1928)[7]
- Lampanyctus iselinoides (Bussing, 1965)
- Lampanyctus jordani (Gilbert, 1913)
- Lampanyctus lepidolychnus (Becker, 1967)
- Lampanyctus macdonaldi (Goode & Bean, 1896)[4]
- Lampanyctus macropterus (Brauer, 1904)
- Lampanyctus nobilis (Tåning, 1928)
- Lampanyctus omostigma (Gilbert, 1908)
- Lampanyctus parvicauda (Parr, 1931)
- Lampanyctus photonotus (Parr, 1928)[9]
- Lampanyctus pusillus (Johnson, 1890)[10]
- Lampanyctus simulator (Wisner, 1971)
- Lampanyctus steinbecki (Bolin, 1939)
- Lampanyctus tenuiformis (Brauer, 1906)
- Lampanyctus turneri (Fowler, 1934)
- Lampanyctus vadulus (Hulley, 1981)[11][12][13][14][15][16][17]